# Самойлова, Галина Александровна
Гали́на Алекса́ндровна Само́йлова (6 июля 1938, Камышин — 1 сентября 2022) — советский и российский режиссёр и сценарист документального кино и телепередач.

## Биография и карьера
На телевидении с 1967 года. Режиссёр-постановщик более 400 художественно-документальных фильмов, из них более 30 фильмов о Пушкине.
Награждена медалью ордена «За заслуги перед Отечеством» I степени, Золотой Пушкинской медалью, лауреат премии фестиваля «России первая любовь».
Скончалась 1 сентября 2022 года.

## Избранная фильмография
Телеспектакли и передачи
- 1973 — Валерий Брюсов. К 100-летию со дня рождения
- 1973 — Литературные чтения. Е. И. Носов «Пятый день осенней выставки»
- 1974 — Степан Щипачёв. К 75-летию со дня рождения
- 1974 — Преступление Сильвестра Бонара
- 1976 — Литературные чтения. Оноре де Бальзак «Красная гостиница»
- 1977 — Литературные чтения. Ю. П. Казаков «По дороге», «Запах хлеба»
- 1980 — Литературные чтения. А. А. Блок «Двенадцать»
- 1980 — Антология короткого рассказа. Рассказы А. П. Чехова
- 1981 — Литературные чтения. Н. С. Лесков «Тупейный художник»
- 1983 — Стендаль. «Ванина Ванини»
- 1983 — Проспер Мериме. Новеллы «Письма из Испании», «Кармен»
- 1983 — Джеймс Олдридж
- 1983 — Встреча с писателем Василием Беловым
- 1983 — Демьян Бедный. К 100-летию со дня рождения
- 1984 — Ради жизни на земле
- 1984 — Литературные чтения. М. Горький «Сказки об Италии»
- 1985 — Литературные чтения. А. П. Чехов «Анна на шее», «О любви»
- 1985 — Нам дороги эти позабыть нельзя. Александр Яшин
- 1985 — Нам дороги эти позабыть нельзя. Михаил Исаковский
- 1985 — Писатель и современность. Юрий Рэтхэу
- 1985 — Девятнадцатый Всесоюзный пушкинский праздник поэзии
- 1986 — Встречи с писателем Фёдором Абрамовым
- 1986 — О времени и о себе. Николай Тихонов
- 1986 — О времени и о себе. Владимир Луговской
- 1986 — О времени и о себе. Сергей Есенин
- 1986 — О времени и о себе. Валерий Брюсов
- 1986 — Литературный альманах. 11-й выпуск
- 1986 — Альманах «Поэзия». Есенину посвящается
- 1986 — Константин Симонов. Стихи
- 1987 — Литературные чтения. С. А. Есенин «Песнь о великом походе»
- 1987 — Братишка, люби революцию!
- 1987 — К. Н. Батюшков. К 200-летию со дня рождения
- 1987 — Сергей Михалков. Всё начинается с детства…
- 1988 — Ранние рассказы. Михаил Шолохов
- 1988 — Театр одного актёра. Читает Сергей Юрский
- 1989 — Сказки и истории
- 1989 — Мне Брамса сыграют
- 1989 — Встреча с Баталовым
- 1989 — Нооруз
- 1989 — В мастерской художника. Александр Васильев
- 1990 — В мастерской художника. Вячеслав Ахунов и Тахир Мирджалилов
- 1990 — Поэзия в музыке. «Думы тихой ночью». Поет Анна Смирнова
- 1991 — Рыцарь забытой красоты. Фёдор Константинов
- 1991 — Никто другой не дал бы мне столько счастья… Анна Достоевская
- 1991 — К вопросу о создании музея современного искусства
- 1992 — Гюстав Доре. Жизнь в искусстве
- 1995 — Арктур — гончий пёс
- 1996 — Ручьи, где плещется форель
- 1999 — Литературные чтения. А. С. Пушкин «Анджело»

Документальные фильмы
- 1990 — Остался профиль, кем-то обведённый…
- 1991 — Воспоминания о Михаиле Булгакове[3][4]
- 1996 — Иван Тургенев и Полина Виардо
- 2001 — Достигли мы ворот Мадрита
- 2002 — Натали. Три жизни Натальи Гончаровой
- 2003 — Художник мира. Таир Салахов
- 2004 — Семафор на пути
- 2004 — Здравствуй, Вульф, приятель мой!
- 2005 — Про нас с вами. Юрий Трифонов
- 2005 — Ангелина Степанова. Сегодня — мой день
- 2006 — Сколько сыграно — столько прожито…
- 2006 — Дань восхищения
- 2007 — Мой мир — театр
- 2007 — Валентин Никулин. Каждый выбирает для себя…
- 2008 — Судьба и ремесло. Алексей Баталов
- 2008 — Эпоха в камне. Евгений Вучетич
- 2008 — Под небом Шиллера и Гёте…
- 2009 — Брестская крепость. Две обороны
- 2009 — Иван Бортник. Зеркало для актёра
- 2009 — Вадим Сидур. Взывающий
- 2010 — Елена Ржевская. Эпизоды
- 2011 — Всеволод Шиловский. Вспоминая старый МХАТ…
- 2012 — Школа Льва Толстого